# Лудолф V фон Щайнфурт
Лудолф V фон Щайнфурт (на немски: Ludolf V von Steinfurt-Iburg; † сл. 1293) от род Щайнфурт, е господар на Ибург в Долна Саксония. В документи е споменаван от 1248 до 1293 г.

## Произход
Той е незаконен син на Йохан фон Щайнфурт († сл. 1233). Внук е на Лудолф III фон Щайнфурт († сл. 1265) и Елизабет фон Бентхайм († 1270). Правнук е на Лудолф II фон Щайнфурт († 1241/1242), шериф на Клархолц.
Господарите фон Щайнфурт измират през 15 век.

## Фамилия
Лудолф V фон Щайнфурт се жени за Гертруд фон Равенсберг († ок. 1266), дъщеря на граф Лудвиг фон Равенсберг († 1249) и Гертруда фон Липе († 1244). Те имат един син:
- Лудолф фон Щайнфурт, домхер в Оснабрюк